# مقاطعة فاييت (تينيسي)
مقاطعة فاييت (بالإنجليزية: Fayette County, Tennessee)‏ هي إحدى مقاطعات ولاية تينيسي في الولايات المتحدة. تأسست سنة 1824، وتبلغ مساحتها 1829 كم2، بلغ عدد سكانها 38659 نسمة في عام 2010 حسب إحصاء مكتب تعداد الولايات المتحدة وتصل الكثافة السكانية فيها 16 نسمة/كم2.